# 斜漢彌爾頓矩陣
在線性代數當中，斜漢彌爾頓矩陣是一類與在辛向量空间上的反對稱双线性映射相對應的矩陣。
設V為一個向量空間，在其上有著辛形式{\displaystyle \Omega }。則如此的空間其維度必然是偶數維的。在此空間中，當「{\displaystyle x,y\mapsto \Omega (A(x),y)}是斜對稱的」這條件滿足時，一個線性映射{\displaystyle A:\;V\mapsto V}被稱作對{\displaystyle \Omega }的斜漢彌爾頓算子（skew-Hamiltonian operator）。
在V中選擇適當的基{\displaystyle e_{1},...e_{2n}}使得{\displaystyle \Omega }可寫成{\displaystyle \sum _{i}e_{i}\wedge e_{n+i}}這樣的形式，那麼一個線性算子被稱為是一個對{\displaystyle \Omega }的斜漢彌爾頓算子，當且僅當當且僅當在這個基中與此算子對應的矩陣A{\displaystyle A}滿足{\displaystyle A^{T}J=JA}這條件，而J則是一個有如下形式的反對稱矩陣：
{\displaystyle J={\begin{bmatrix}0&I_{n}\\-I_{n}&0\\\end{bmatrix}}}
其中In是{\displaystyle n\times n}階矩陣的單位矩陣。滿足{\displaystyle A^{T}J=JA}這條件的矩陣{\displaystyle A}就被稱為斜漢彌爾頓矩陣（skew-Hamiltonian matrix）。
一個漢彌爾頓矩陣的平方是一個斜漢彌爾頓矩陣。這反過來也成立，也就是說，任何的斜漢彌爾頓矩陣都是一個漢彌爾頓矩陣平方。

## 腳註
1. 1 2  William C. Waterhouse, The structure of alternating-Hamiltonian matrices （页面存档备份，存于）, Linear Algebra and its Applications, Volume 396, 1 February 2005, Pages 385-390
2. ↑  Heike Faßbender, D. Steven Mackey, Niloufer Mackey and Hongguo Xu
Hamiltonian Square Roots of Skew-Hamiltonian Matrices, （页面存档备份，存于）
Linear Algebra and its Applications 287, pp. 125 - 159, 1999